# Empires: l'Alba del Mondo Moderno
Empires: L'Alba del Mondo Moderno (Empires: Dawn of the Modern World) è un videogioco di strategia in tempo reale ad ambientazione storica sviluppato da Stainless Steel Studios e pubblicato da Activision nel 2003. Il gioco è stato creato dagli stessi sviluppatori di Empire Earth, ragion per cui è considerato un suo spin off, come dimostrano anche le somiglianze a livello di gameplay.
Il gioco è disponibile su GOG.com a partire da maggio 2017.

## Modalità di gioco

Screenshot del gioco.

Il gioco è diviso in tre diverse modalità.
- Campagna: è divisa in tre serie di scenari, che hanno come protagonisti il re d'Inghilterra Riccardo Cuor di Leone (Epoca medievale), l'ammiraglio coreano Yi Sun Sin (Età della polvere nera) e il generale americano Patton (Seconda Guerra Mondiale). Ogni campagna è composta da vari 'capitoli', che formano una storia lineare per ognuno dei tre personaggi storici. Alcuni di questi sono solo un filmato che porta avanti la storia della campagna e che il giocatore deve limitarsi a vedere.[4]
- Mappa casuale: la classica modalità schermaglia, dove è possibile scegliere le impostazioni più adatte al proprio stile di gioco, ad esempio l'epoca con cui iniziare e quella con cui finire la partita, la difficoltà (tra dieci livelli) o la civiltà che si vuole utilizzare e quella contro cui si vuole combattere. Si vince distruggendo ogni mezzo di produzione del nemico o costruendo una Grande Meraviglia, ad esempio la Cattedrale di Notre-Dame o la Porta di Brandeburgo.
- Multigiocatore: disponibile tramite il servizio Gamespy e anche in LAN.

Ogni partita di mappa casuale è disponibile in due modalità:
| Azione | Creatore d'imperi |
| --- | --- |
| - Adatta a chi vuole partite più brevi, in cui si passa subito all'azione. - Fino a sedici cittadini possono estrarre risorse da un sito. - I civili estraggono risorse più velocemente. - Tutte le unità sono più veloci. | - Per gli amanti della strategia e per chi vuole partite più lunghe. - I siti forniscono più risorse, ma vi possono lavorare al massimo sei civili. - Le tecnologie sono acquisibili due al prezzo di uno. - Gli avanzamenti per le epoche sono più costosi. - Le torri costano di meno, sono più forti e, insieme alle mura, resistono meglio agli attacchi nemici. |

### Ere
Il gioco è incentrato sulla storia del mondo moderno, secondo la storiografia anglosassone, tedesca e francese. Le epoche giocabili sono cinque:
1. Epoca Medievale (950 d.C. - 1300 d.C.)
2. Epoca della polvere nera (1300 d.C. - 1600 d.C.)
3. Epoca Imperiale (1600 d.C. - 1900 d.C.)
4. Prima guerra mondiale (1914 d.C. - 1918 d.C.)
5. Seconda guerra mondiale (1939 d.C. - 1945 d.C.)

Nelle due Guerre Mondiali sono stati inclusi gli anni tra i due conflitti.

## Civiltà
Le civiltà giocabili sono nove: Cina, Corea, Inghilterra e Franchi per le prime tre epoche e Stati Uniti d'America, Regno Unito, Russia, Francia e Germania per le due guerre mondiali, ognuna con un'ampia scelta di unità e bonus. Inoltre, nel cambio di epoca tra Età imperiale e Prima guerra mondiale è necessario cambiare civiltà:
- La Cina potrà scegliere tra Russia e Regno Unito.
- La Corea tra Russia, Stati Uniti e Francia.
- L'Inghilterra tra Germania, Stati Uniti e Regno Unito.
- I Franchi tra Germania e Francia.

## Risorse
- Cibo: risorsa primaria del gioco, è necessario per creare civili, unità militari ed economiche, per la ricerca di tecnologie e per avanzare nelle epoche. Può essere raccolto nelle fattorie, alberi di mele, animali sparsi nella mappa (esempio orsi, cervi, pecore, ecc.) o pescando del pesce tramite le imbarcazioni disponibili nel porto.[7]
- Legname: è usato per costruire edifici militari ed economici, ottenibile dai civili tagliando alberi.[7]
- Oro: è una risorsa molto importante, necessario per creare unità, avanzare nelle epoche e per la ricerca di tecnologie. Viene estratto dai civili nelle miniere.[7]
- Pietra: risorsa basilare per la difesa, ad esempio per la costruzione di mura e torri. I civili la estraggono dalle cave.[7]

## Accoglienza
| Testata                            | Giudizio |
| ---------------------------------- | -------- |
| GameRankings (media al 30-09-2020) | 81%      |
| Metacritic (media al 30-09-2020)   | 81/100   |
| Computer Gaming World              | [ 10 ]   |
| Game Informer                      | 8.25/10  |
| GameSpot                           | 8.5      |
| GameSpy                            | 85%      |
| IGN                                | 8.8/10   |
| PC Gamer (US)                      | 80%      |
| PC Zone                            | 8.3      |
| X-Play                             | [ 17 ]   |

Empires ha ricevuto un'accoglienza positiva, stando alle recensioni aggregati sui siti web Metacritic e GameRankings. Nel maggio 2004, il gioco, insieme a Empire Earth, ha superato i due milioni e mezzo di copie vendute. Adam Biessener di Game Informer lo ha considerato una degna copia di Warcraft III e Age of Mythology.